# Acanthacorydalis asiatica
Acanthacorydalis asiatica is een insect uit de familie Corydalidae, die tot de orde grootvleugeligen (Megaloptera) behoort. De wetenschappelijke naam van de soort is voor het eerst geldig gepubliceerd in 1884 door Wood-Mason als Corydalis asiatica.

## Voorkomen
De soort komt voor in India en Myanmar.